# NGC 2240
NGC 2240 je otvoreni skup  u zviježđu Kočijašu. 

## Vanjske poveznice
- SEDS: NGC 2240